# ناصر دانش‌نیا
ناصر قصاب (ناصر دانش نیا) بازیکن سابق فوتبال ایرانی و متولد ۱۳۴۵ محله نازی‌آباد تهران است. وی عضو سابق تیم ملی بوده و همچنین در تیم پاس به مقام قهرمانی باشگاه‌های آسیا و نایب قهرمانی جام بین قاره‌ای و قهرمانی در لیگ برتر رسید.

## زندگی‌نامه
ناصر دانش‌نیا در سال ۱۳۴۵ در محله نازی‌آباد واقع در جنوب شهر تهران متولد شد و فوتبال را از تیم جوانان شاهین آغاز کرد و سپس از تیم جوانان شاهین انتخاب شد و به بزرگسالان این تیم پیوست بعد از آن به تیم‌های ستاد مشترک و نیروی زمینی پیوست که خدمت سربازی خود را در تیم نیروی زمینی گذراند، سپس در تیم‌های اکباتان، بوتان، بانک سپه، گسترش و پرسپولیس مشغول به بازی شد. او در ۱۷ سالگی اولین بازی رسمی خود را با تیم اکباتان در برابر پرسپولیس در ورزشگاه آزادی انجام داد و به عنوان برترین بازیکن هفته انتخاب شد  با این بازی وارد دنیای فوتبال حرفه‌ای شد و پس از آن به تیم گسترش پیوست و از آن تیم راهی پرسپولیس تهران شد و در دو دوره نیز به تیم ملی ایران دعوت شد.
ناصر زمانی که در تیم پرسپولیس تمرین می‌کرد به دلیل اینکه تیم پاس راهی جام باشگاه‌های آسیا شده بود به این تیم تمایل پیدا کرد و با پاس تهران قرارداد امضا کرد سپس با این تیم در سال ۱۳۷۱ قهرمان باشگاه‌های کشور و آسیا شد و ناصر قصاب هم به عنوان بهترین مدافع وسط در تیم منتخب آسیا جای گرفت. پس از قهرمانی در آسیا، ناصر قصاب با پیشنهاد نجومی تیم یومیوری ژاپن مواجه شد که تیم پاس اجازهٔ بستن قرارداد وی با این تیم ژاپنی را صادر نکرد. پس از ۴ سال حضور در تیم پاس، در سال ۱۳۷۵ به تیم راه‌آهن پیوست و چهار سال هم به عنوان کاپیتان در این تیم مشغول به بازی شد و در آخر در سال ۱۳۷۸ رسماً از دنیای فوتبال خداحافظی کرد.
در حال حاضر آقای ناصر قصاب سر مربی مدرسه فوتبال مهرآوران شهریار هستند و به آموزش نوآموزان فوتبال در این منطقه پر استعداد و محروم مشغول هستند.

## افتخارات[۴]
1. قهرمان باشگاه‌های کشور با تیم پاس در سال‌های ۱۳۷۱، ۱۳۷۲
2. قهرمان باشگاه‌های آسیا با تیم پاس در سال ۱۳۷۱
3. نایب قهرمان جام بین قاره ای آسیا و آفریقا در سال ۱۳۷۲
4. قهرمان تیم ملی دانشجویان کشورهای آسیایی در سال ۱۳۷۳
5. بهترین مدافع در تیم منتخب آسیا در سال ۱۳۷۱